# 河鍋きく子
河鍋 きく子（かわなべ きくこ、1884年（明治17年） - 1918年（大正7年）4月12日）は明治時代から大正時代にかけての女性日本画家。

## 略歴
1884年に愛媛県八幡浜に生まれた。蘭香と号す。始めは京都にでて菊池芳文について四条派を学び、その後、上京して寺崎広業に師事、人物を描いて名声を得た。1891年の日本青年絵画協会臨時研究会に「女福禄寿」を出品して五等褒状を得、1894年の日本青年絵画協会第3回絵画共進会に「近古美人」を出品、三等褒状を受けている。1918年4月12日に没した。